# الحرب الباكستانية الهندية 1947
الحرب الباكستانية الهندية 1947–1948، وتعرف في بعض الأحيان باسم حرب كشمير الأولى، كانت قتالا بين الهند وباكستان على أراضي دولة جامو وكشمير الأميرية من 1947 إلى 1948. كانت هذه الحرب أول نزاع مسلح من الأربعة حروب حصلت بين الهند وباكستان اللتان كانتا أمتين حديثا الاستقلال. عجلت باكستان ببدأ الحرب بضعة أسابيع بعد استقلالها من خلال إدخال ميليشيات قبلية من منطقة وزيرستان، في محاولة لتأمين منطقة كشمير. نتيجة استمرار الحرب والنزاع على كشمير بعد نهايتها وعدم حسم أحد الطرفين لهذه الحرب، لا يزال هذا يؤثر على الجغرافيا السياسية لكلا البلدين.
واجه المهراجا انتفاضة المسلمين في بونش، وارتكب مذابح ضدهم في جامو، وفقد المهراجا السيطرة على المقاطعات الغربية من إمارته. وفي 22 أكتوبر 1947، عبرت الميليشيات القبلية المسلمة حدود المنطقة، بحجة أن هناك حاجة إلى قمع تمرد في جنوب شرق الإمارة. انتقلت هذه الميليشيات القبلية المحلية غير النظامية مع القوات الباكستانية لاحتلال سريناغار، لكن واجه جنودها مقاومة عند وصولهم إلى أوري. قدم هاري سينغ طلب مساعدة إلى الهند، وقبلت بذلك بشرط، هو أن يوقع وثيقة انضمام إمارته إلى الهند. شارك الضباط البريطانيين في شبه القارة الهندية أيضا في وقف تقدم الجيش الباكستاني.
خاضت قوات دولة جامو وكشمير الأميرية الحرب في البداية بقيادة اللواء سكوت وميليشيات قبلية من مقاطعة الحدود الشمالية الغربية (خيبر بختونخوا حاليا) والمناطق القبلية الخاضعة للإدارة الاتحادية. لمواجهة الاعتداء وثورة المسلمين في الحدود الغربية للإمارة، وقع حاكم دولة جامو وكشمير الأميرية، الذي كان هندوسيا، وثيقة الانضمام إلى اتحاد الهند. ثم دخلت الجيوش الهندية والباكستانية الحرب بعد ذلك. توطدت الجبهات تدريجيا على طول ما يعرف باسم «خط المراقبة». أعلن رسميا وقف إطلاق نار في 23:59 في ليلة 1 يناير 1949. كانت نتيجة الحرب غير حاسمة، ومع ذلك، فإن معظم عمليات التقييم المحايدة، تقر بأن الهند كانت هي المنتصرة بهذه الحرب حيث كانت قادرة على احتلال ثلثي كشمير بما في ذلك وادي كشمير، جامو ولداخ.

## خلفية
قبل 1815، كانت المنطقة التي تعرف الآن باسم «جامو وكشمير» تتألف 22 دولة مستقلة صغيرة (16 هندوسية وستة مسلمة) اقتطعت من الأراضي التي سيطر عليها أمير (ملك) أفغانستان، جنبا إلى جنب مع حكام مناطق محلية صغيرة. كانت يشار إليها عامة باسم «ولايات تلال البنجاب». كانت هذه الدول الصغيرة يحكمها ملوك الراجبوت، كانت مستقلة، لكنها كانت تخدم إمبراطورية المغول منذ ذلك الوقت حيث كان يحكم الإمبراطور أكبر أو في بعض الأحيان دولة كانجرا في منطقة هيماشال. وفي أعقاب تفكك سلطنة مغول الهند، الاضطراب في كانجرا وغزوات جورخاس، سقطت ولايات تلال البنجاب على التوالي تحت سيطرة السيخ تحت قيادة رانجيت سينغ.
كانت الحرب الأنجلو–السيخية الأولى (1845–46) قتالا بين إمبراطورية السيخ والإمبراطورية البريطانية، التي أكدت السيادة على كشمير، وظهور شركة الهند الشرقية البريطانية. في المعاهدة التي وقعت في لاهور في 1846، أجبرت إمبراطورية السيخ على تسليم المنطقة (في جالندر دواب) التي تقع في ما بين نهر بيز ونهر سوتليج ودفع تعويض يصل إلى 1.2 مليون روبية. لأن السيخ لم يتمكنوا بسهولة من دفع هذا المبلغ، سمحت شركة الهند الشرقية البريطانية للحاكم غولاب سينغ الذي ينتمي إلى عائلة الدوغرا بالحصول على كشمير من إمبراطورية السيخ في مقابل دفع 750,000 روبية إلى الشركة. أصبح غولاب سينغ أول مهراجا لدولة جامو وكشمير الأميرية المنشأة حديثا، تأسست سلالة الدوغرا، التي حكمت هذه الدولة، والتي كانت ثاني أكبر إمارة خلال الحكم البريطاني، حتى أخد الهند لاستقلالها في 1947.

## انضمام كشمير
كان تقسيم الهند البريطانية واستقلال دومينيونات الهند وباكستان الجديدة نتيجة قانون استقلال الهند في 1947. أكدت المادة 2 (4) من القانون المنصوص عليه بعد انتهاء الاستعمار البريطاني أن للدول الأميرية اعتبارا من 15 أغسطس 1947، حقها في اختيار ما إذا كانت تريد الانضمام إلى الهند أو إلى باكستان أو أن تبقى خارجهما. قبل وبعد انسحاب المملكة المتحدة من الهند، كانت هناك ضغوط على حاكم دولة جامو وكشمير الأميرية من كل من الهند وباكستان للاتفاق على الانضمام إلى أحد البلدين المستقلين حديثا. تجنب مهراجا كشمير، هاري سينغ، قرار الانضمام إلى أحد البلدين.
وهم المهراجا السكان المسلمين بانضمام إمارته إلى باكستان لكنه تحفظ على ذلك فثار المسلمون في بونش وميربور ضد المهراجا هاري سينغ، وازداد الوضع في الإمارة توترا وسوء خصوصا مع العنف الطائفي والمجازر ضد المسلمين في المناطق الشرقية من جامو. شهد واحد من أبرز الصحفيين الهنود على عمليات القتل الجماعي للمسلمين في جامو في المناطق الشرقية. تشكلت حكومة «آزاد كشمير» المؤقتة في منطقة بالاندري الموالية لباكستان ولتمرد السكان المحليين المعاديين للمهراجا. تركت حكومة آزاد كشمير وحدها مع 200,000 لاجئ مسلم من جامو وكشمير.
بعد مسلم ثورة المسلمين في بونش ومنطقة ميربور وتدخل قبائل البشتون من خيبر بختونخوا لدعم الثورة بدعم من باكستان طلب المهراجا المساعدة العسكرية الهندية. وقبلت بشرط التزام المهراجا باتفاق بينه وبين حكومة الهند يقضي بأن تنضم دولة جامو وكشمير الأميرية إلى الهند. وتم إرسال القوات الهندية إلى كشمير للدفاع عنها. وقام متطوعو «المؤتمر الوطني لجامو وكشمير» بمساعدة الجيش الهندي في حملته لطرد الميليشيات البشتونية.
رفضت باكستان الاعتراف بانضمام كشمير إلى الهند، مدعية أنه تم الحصول عليها بواسطة «الاحتيال والعنف». أمر الحاكم الجنرال محمد علي جناح قائد الجيش الجنرال دوغلاس جراسي بتحرك القوات الباكستانية إلى كشمير في نفس الوقت. ومع ذلك، لا تزال القوات الهندية والباكستانية تحت قيادة مشتركة، وأمر المشير أوكنليك بسحب هذا الأمر. ومع انضمامها إلى الهند، أصبحت كشمير أرضا هندية قانونيا، ولا يمكن أن يكون للضباط البريطانيين أي دور في الحرب بين الدومينيونات. وفر الجيش الباكستاني الأسلحة، الذخيرة والإمدادات لقوات المتمردين الذين كانوا يطلق عليهم اسم «جيش آزاد». ترك ضباط الجيش الباكستاني «المراحين» ووظف الضباط السابقين في الجيش الوطني الهندي لقيادة القوات. في مايو 1948، دخل الجيش الباكستاني رسميا الصراع، من الناحية النظرية، للدفاع عن حدود باكستان، إلا أنه كانت لديه خططا بذهابه نحو جامو لقطع خطوط الاتصالات الخاصة بالقوات الهندية في وادي ميهندار. في جيلجيت، تمردت قوة كشافة جيلجيت تحت قيادة الضابط الماجور البريطاني وليام براون وأطاحت بالمحافظ غانسارا سينغ. وأعلن براون مع تلك القوات التي كانت معه انضمامهم إلى باكستان. وكان يعتقد أنهم تلقوا مساعدات من قوات كشافة شيترال والحراس الشخصيين لدولة شيترال الخاصين بإمارة شيترال، واحدة من الدول الأميرية الباكستانية، التي انضمت إلى باكستان في 6 أكتوبر 1947.

## مراحل الحرب

### التمرد في بونش
في منطقة بونش، كان هناك عدد كبير من الجنود السابقين الذي كانوا قد خدموا في جيش الهند البريطانية في الحرب العالمية الثانية. كان معظم هؤلاء الجنود السابقين من أصل سودهاني الذين كان لهم منذ فترة طويلة علاقات سيئة مع نظام عائلة الدوغرا. وفي 21 أبريل 1947، زار المهراجا هاري سينغ راوالكوت، حيث ظهر عدد كبير من الجنود السابقين في موكب مع أسلحتهم. هذا أثار سلسلة من الهجمات الدفاعية من قبل هاري سينغ لنزع سلاح السكان المحليين وفرض سيطرة عسكرية أكثر صرامة. كان في منطقة بونش عند زيارة المهراجا 60,000 جندي سابق كانوا بتنظيم «الحرس الوطني» الذين من شأنهم مهاجمة جيش الدوغرا في الوقت المناسب. خلال الحرب، شكلت هذه المجموعة مجلس حرب في موري وأكثر كمية من الذخيرة كان يتم تهريبها من دارا آدم خيل. عدد كبير من المقاتلين من وزيرستان الواقعة في المناطق القبلية الخاضعة للإدارة الاتحادية أدخلوا من خلال جهات الاتصال محلية والجيش الباكستاني.

### الغزو الأول

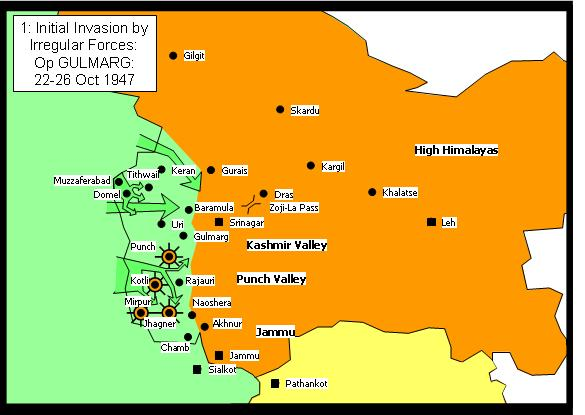
الدفاع الهندي عن وادي كشمير في ما بين 27 أكتوبر 1947 – 17 نوفمبر 1947.

وقع أول اشتباك في ثورار في 3 – 4 أكتوبر 1947.
وفي 22 أكتوبر، تم إطلاق هجوم آخر في قطاع مظفر أباد. تمركزت قوات الإمارة في المناطق الحدودية في جميع أنحاء مظفر اباد ودوميل لكنها هزمت بسرعة من قبل القوات القبلية (بعضها من القوات الإسلامية المتمردة من الإمارة وبعضها انضمت لها) وأصبح الطريق إلى العاصمة مفتوحا. ومن بين المهاجمين، كان هناك العديد من الجنود النشطين في الجيش الباكستاني تحت إمرة القبائل. وقدمت لهم مساعدة لوجستية من قبل الجيش الباكستاني. بدلا من التقدم نحو سريناغار قبل قوات الإمارة التي يمكن تجميع صفوفهما أو تعزيزها، ظلت القوات الغازية تحتل المدن في منطقة الحدود وارتكاب جرائم نهب وجرائم أخرى ضد سكانها. في وادي بونش، تراجعت قوات الإمارة من المدن حيث تمت محاصرتها.

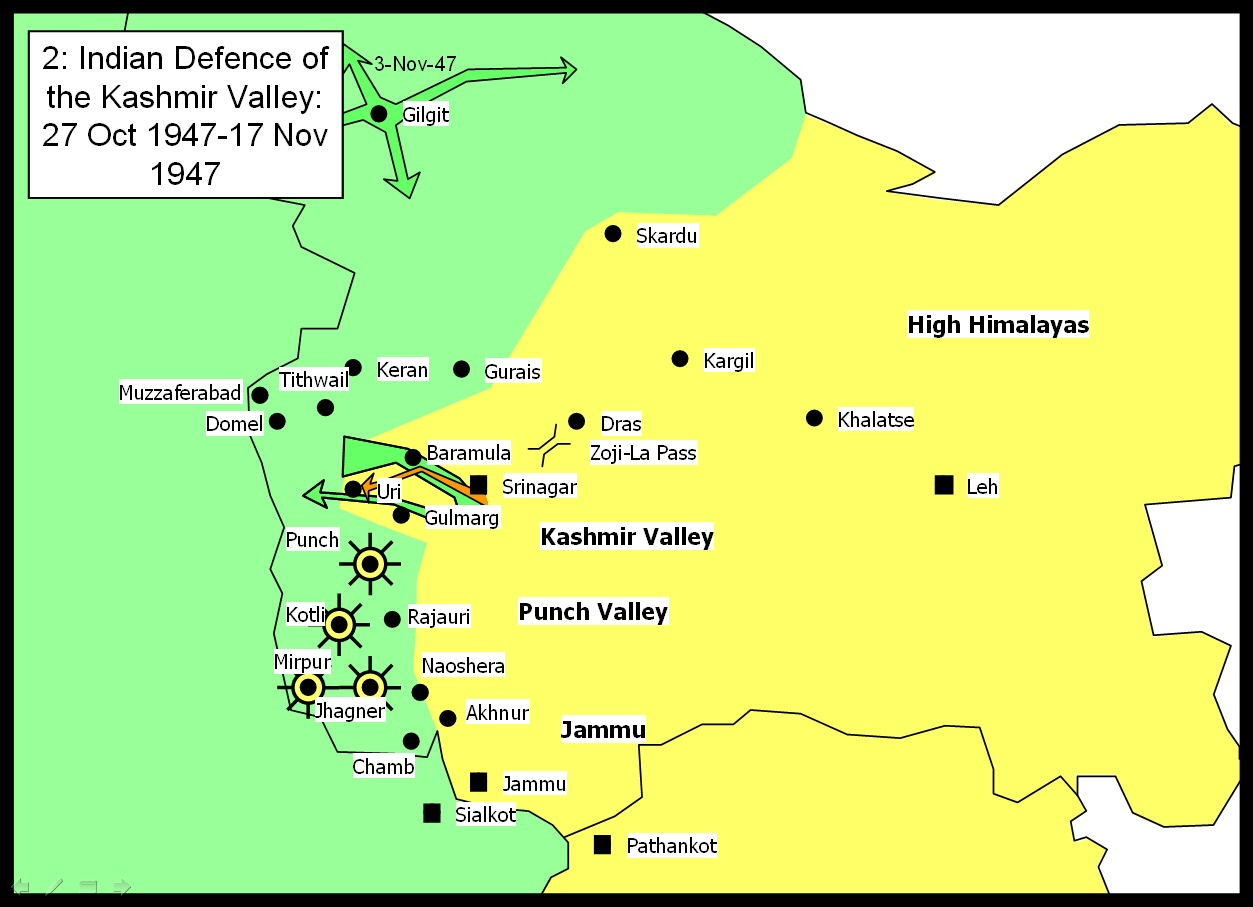
الدفاع الهندي عن وادي كشمير في ما بين 27 أكتوبر 1947 – 17 نوفمبر 1947.

### العملية الهندية في وادي كشمير
بعد الانضمام، نقلت الهند جوا قواتها مع معدات إلى سريناغار تحت قيادة اللفتنانت العقيد ديوان رانجيت راي، حيث عززت قوات الدولة الأميرية، التي أنشئت دفاعات على محيط المدينة وهزمت القوى القبلية في ضواحي المدينة. شملت أولى عمليات الدفاع، الدفاع الملحوظ عن بادغام للسيطرة على كل من العاصمة والمطار خلال الليل. تضمن الدفاع الناجح، مناورات الالتفاف التي قامت بها السيارات المدرعة الهندية خلال معركة شالاتينغ. سعت القوات القبلية المهزومة إلى دخول بارامولا وأوري وهذه المدن كحد أقصى، لكن أيضا، تم احتلالها.
في وادي بونش، واصلت القوات القبلية محاصرة قوات الإمارة.
في جيلجيت، القوات شبه العسكرية في الإمارة، المسماة كشافة جيلجيت، انضمت إلى القوات القبلية الغازية، التي سيطرت على المنطقة الشمالية من الإمارة. انضم أيضا للقوات القبلية قوات من شيترال، التي كانت تحت حكم مظفر الملك، مهتار شيترال، والتي انضمت إلى باكستان.

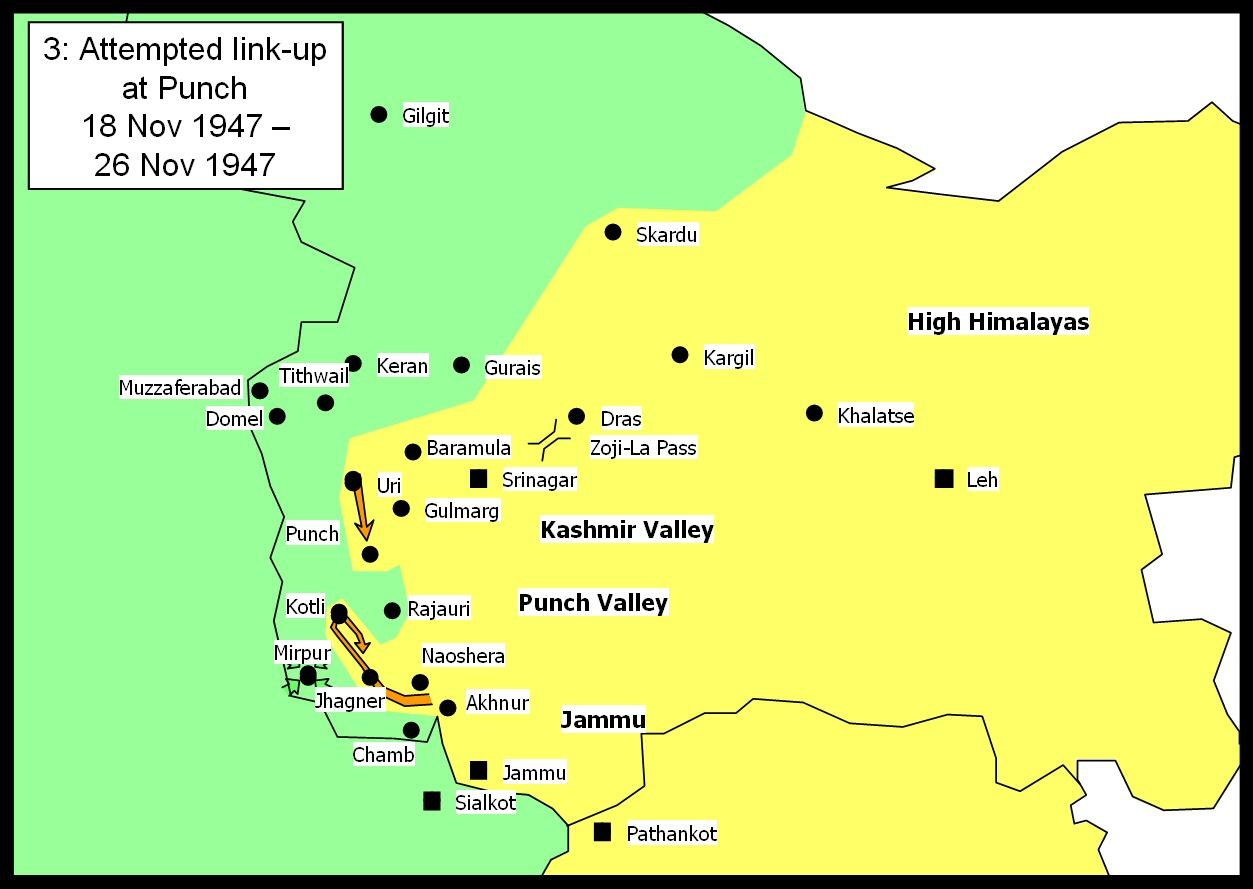
محاولة الدخول إلى بونش 18 نوفمبر 1947 – 26 نوفمبر 1947.

### محاولة رفع الحصار عن بونش وسقوط ميربور
توقفت القوات الهندية عن التقدم في اتجاه القوى القبلية بعد إعادة احتلال أوري وبارامولا، وأرسلت إغاثات باتجاه الجنوب، في محاولة لتخفيف الضغط عن بونش بعد حصارها. على الرغم من أن وصول الإغاثات في نهاية المطاف إلى بونش، لم يرفع الحصار عنها. بلغت الإغاثات الثانية مدينة كوتلي، وأجليت الحاميات من المدينة مع آخرين لكنهم أجبروا على التخلي عن مناطقهم بسبب ضعف الدفاع عنها. وفي الوقت نفسه، سقطت ميربور في أيدي القوات القبلية في 25 نوفمبر 1947. اختطفت النساء الهندوسيات من قبل القوات القبلية وأخذت إلى باكستان. وتم بيعهم في بيوت الدعارة في روالبندي. قفزت حوالي 400 امرأة في الآبار في ميربور لينتحروا لكي لا يختطفوا.

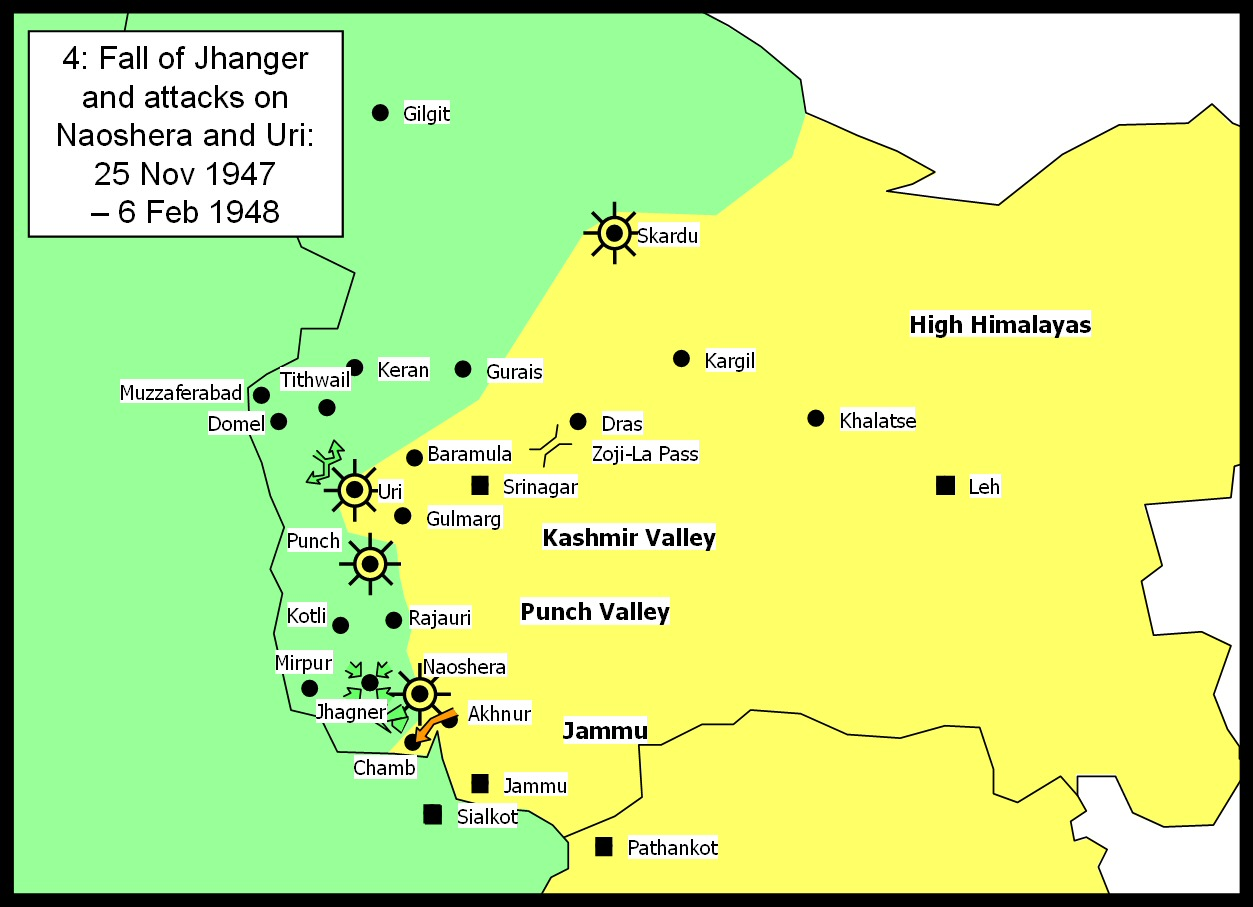
سقوط جهانغير والهجمات في ناوشيرا وأوري 25 نوفمبر 1947 – 6 فبراير 1948.

### سقوط جهانغير والهجمات في ناوشيرا وأوري
هاجمت القوات القبلية واحتلت جهانغير. ثم هاجمت ناوشيرا دون جدوى، وقامت بسلسلة من الهجمات غير الناجحة على أوري. في الجنوب، كان هناك هجوم هندي غير خطير لتأمين شامب. في هذه المرحلة من الحرب، بدأ خط الجبهة بالاستقرار كما أصبحت المزيد من القوات الهندية متاحة للخدمة.

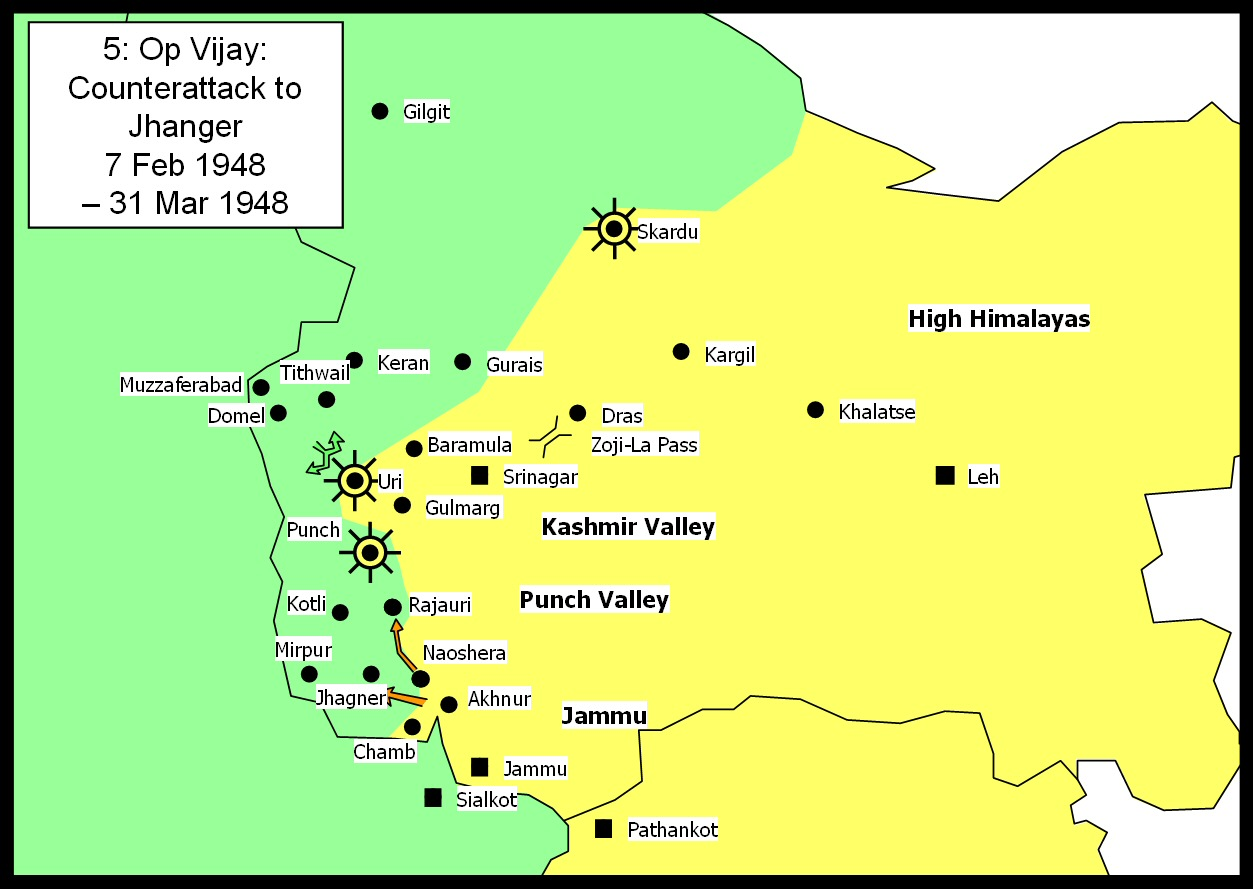
عملية فيجاي: الهجوم المضاد على جهانغير 7 فبراير 1948 – 1 مايو 1948.

### عملية فيجاي: الهجوم المضاد على جهانغير
شنت القوات الهندية هجمة مرتدة في الجنوب لإعادة احتلال جهانغير وراجوري. في وادي كشمير، واصلت القوات القبلية مهاجمة حامية أوري. وأصبح شمال سكاردو تحت حصار من قبل قوة كشافة جيلجيت.

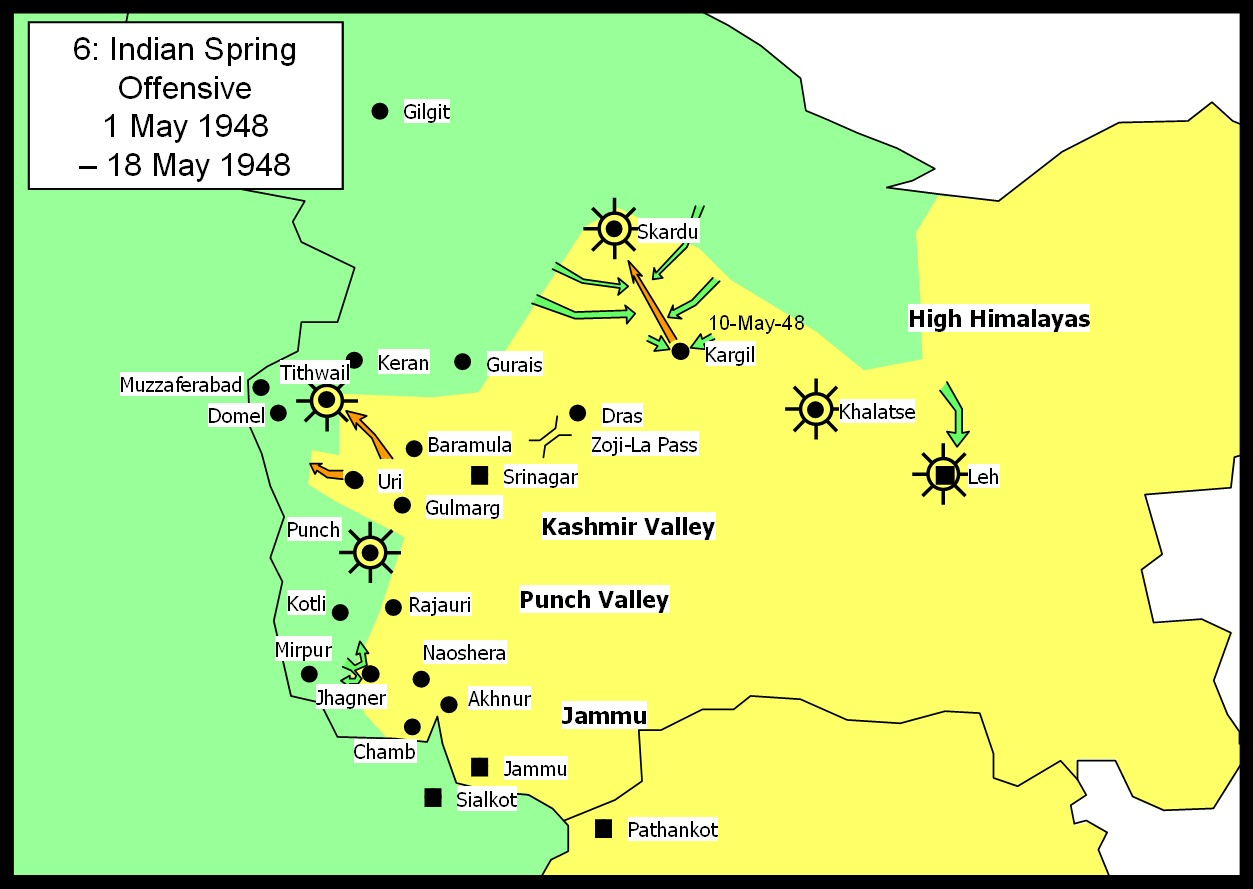
هجوم الربيع الهندي 1 مايو 1948 – 19 مايو 1948.

### هجوم الربيع الهندي
هجم الهنود على جهانغير بسبب العديد من الهجمات المضادة التي كانت عليهم من قبل الميليشيات القبلية والتي كانت تقوم بها على نحو متزايد بدعم من القوات المسلحة الباكستانية. هاجم الهنود وادي كشمير، وأعادوا احتلال تيثويل. أحرزت قوة كشافة جيلجيت تقدما جيدا في قطاع جبال الهيمالايا المرتفعة، تسللت هاته القوات رغم أنها كانت تحت الحصار، احتلت كارجيل وهزمت القوات التي كانت تنقل الإغاثات لسكاردو.

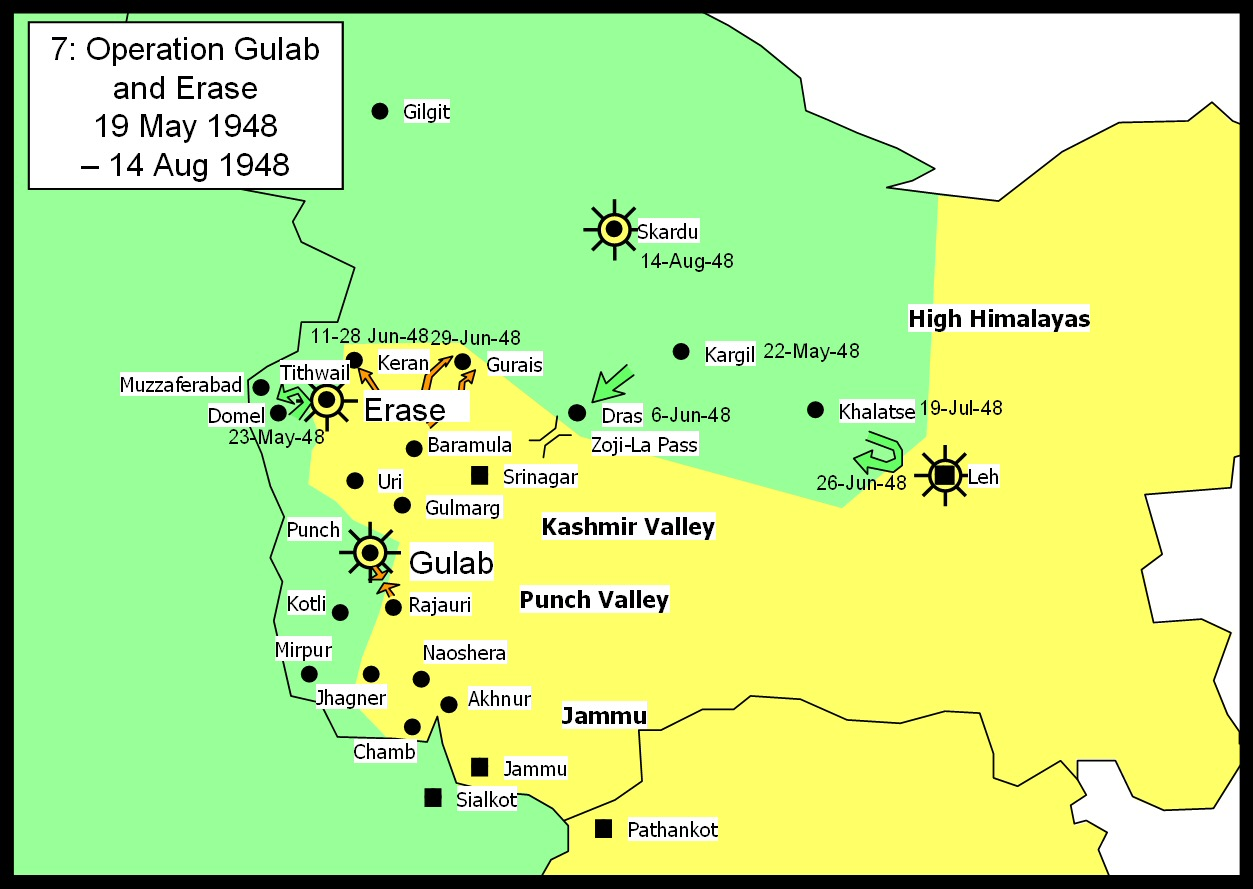
هجوم الربيع الهندي 1 مايو 1948 – 19 مايو 1948.

### عمليات غولاب وإيرازي
استمرر الهنود في الهجوم في قطاع وادي كشمير في الشمال واحتلوا كيران وغوريس (عملية إيرازي). كما صدوا هجمة مضادة على تيثوال. في منطقة جامو، بدأت القوات المحاصرة في بونش مؤقتا بالاتصال مع العالم الخارجي مرة أخرى. تمكن جيش إمارة جامو وكشمير من الدفاع عن سكاردو من قوة كشافة جيلجيت الذي أعيق تقدمها إلى أسفل وادي إندوس نحو منطقة ليه. في أغسطس، كانت قوة كشافة شيترال والحراس الشخصيين لشيترال تحت قيادة ماتا الملك قادرة على حصار مدينة سكاردو، ومع مساعدة من المدفعية، كانوا قادرين على احتلال سكاردو. هذا حرر قوة كشافة جيلجيت ودفع إلى جلب المزيد من القوات من لداخ.

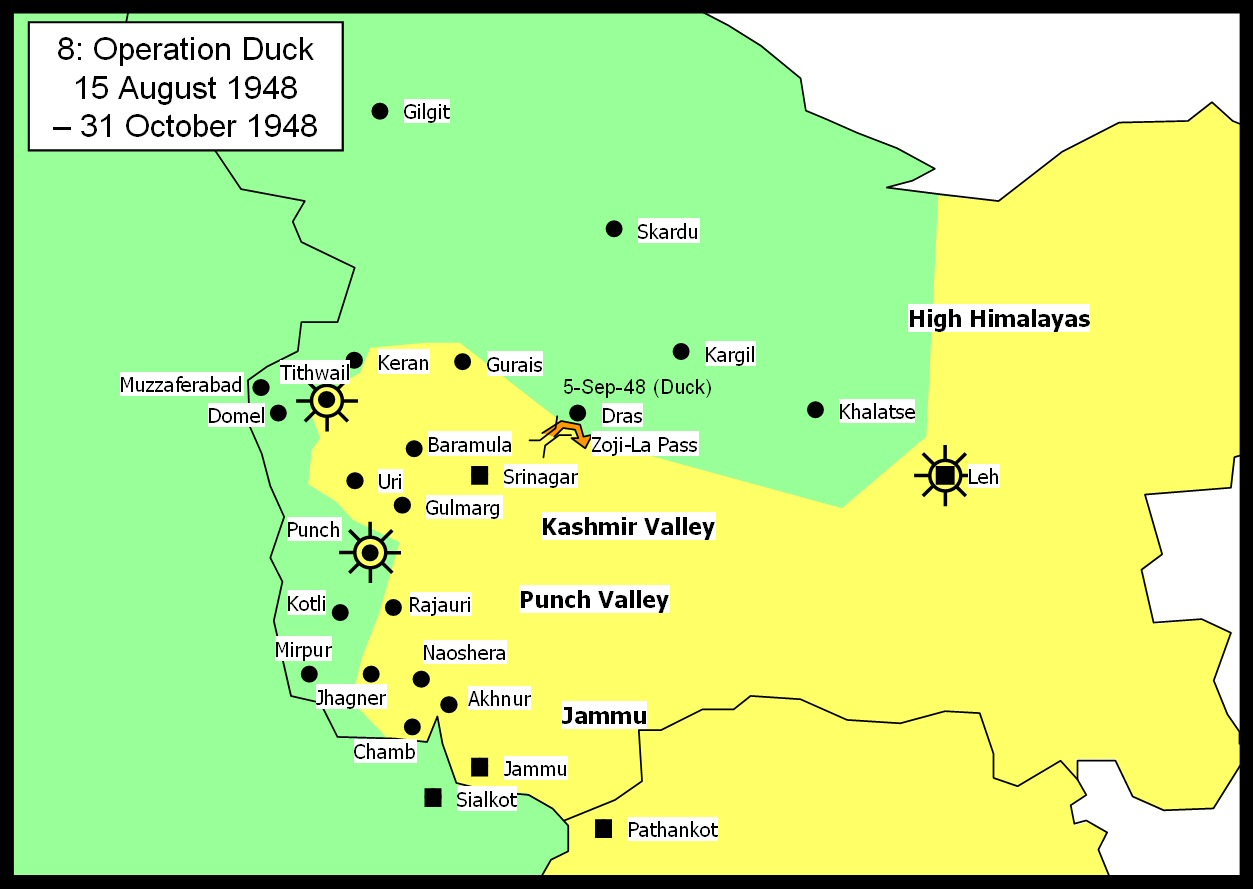
عملية البطة 15 أغسطس 1948 – 1 نوفمبر 1948.

### عملية البيسون
بدأت الجبهة خلال هذا الوقت تستقر. استمر حصار بونش. وأطلق هجوم غير ناجح من اللواء المظلي 77 الهندي لاحتلال «زوجي لا». عملية البطة، كان هو لقب هذا الهجوم في وقت سابق، ثم تمت إعادة تسميته باسم عملية البيسون من قبل الجنرال كودانديرا مادابا كاريابا. تم نقل العديد من الدبابات عبر الجسور إلى سريناغار وحول طريق البغال عبر «زوجي لا» إلى طريق سيارات الجيب. بدأ الهجوم المفاجئ في 1 نوفمبر من قبل لواء مدرع بدعم من اثنين من أفواج البنادق من نوع 25 بوندرس وفوج من قياس 3.7 بوصة، وأجبر القوات الباكستانية / القبلية على التراجع إلى «ماتايان» وفيما بعد إلى «دراس». بقي اللواء حتى 24 نوفمبر في كارجيل مع القوات الهندية وتقدما إلى ليه في حين أن خصومهم في نهاية المطاف انسحبوا شمالا نحو سكاردو. هاجمت القوات الباكستانية سكاردو في 10 فبراير 1948 لكن صد هجومها من قبل الجنود الهنود. بعد ذلك، تعرضت حامية سكاردو لهجمات مستمرة من الجيش الباكستاني في الأشهر الثلاثة المقبلة وفي كل مرة، يتم صد الهجوم من قبل العقيد شير يونغ ثابا ورجاله. كان ثابا يدافع عن سكاردو بالكاد مع 250 رجل لستة أشهر طويلة دون أي تعزيزات أو تجديد للموارد. في 14 أغسطس، كان لا بد على الجنرال الهندي شير يونغ ثابا الاستسلام وتسليم سكاردو إلى الجيش الباكستاني. وانتهت سنة من الحصار الطويل.

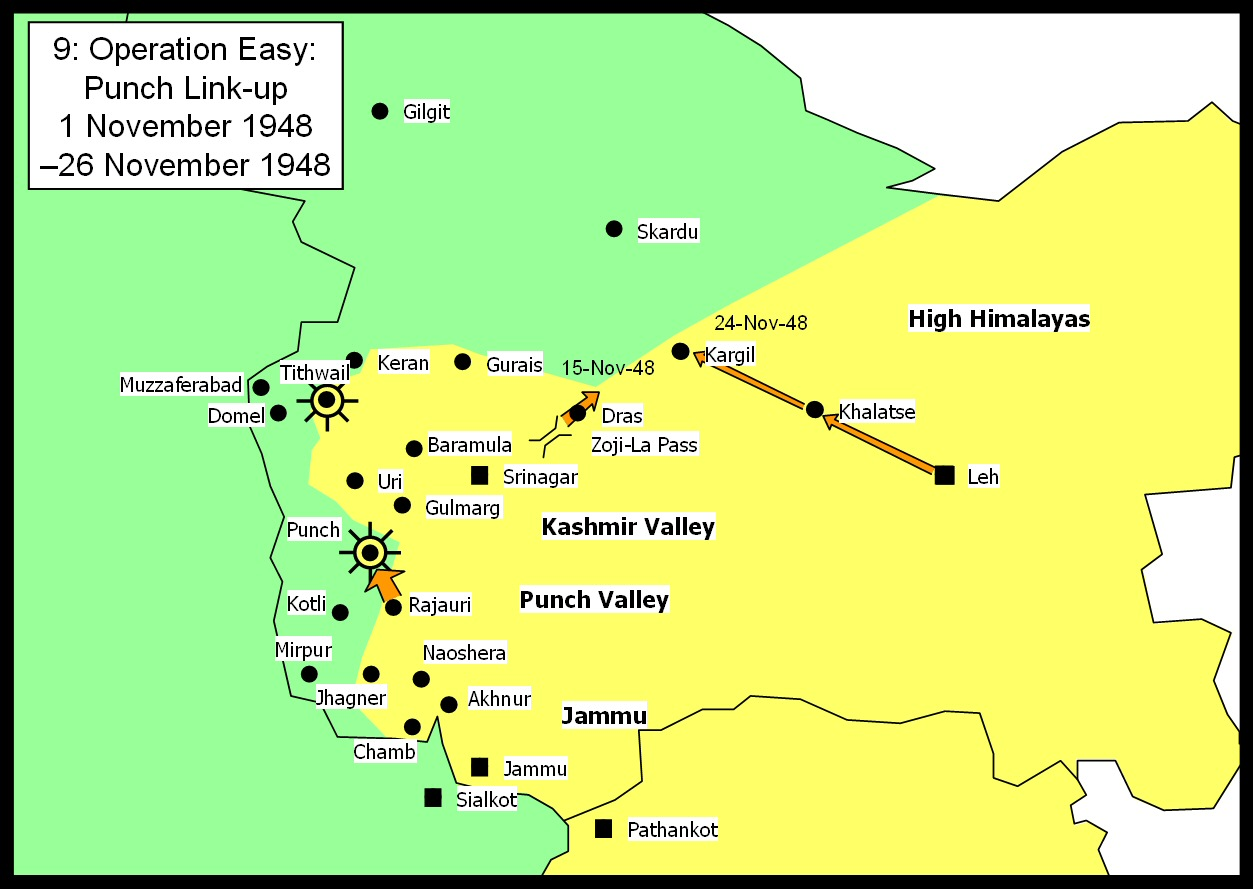
عملية السهل ونهاية حصار بونش 1 نوفمبر 1948 – 26 نوفمبر 1948.

### عملية السهل؛ نهاية حصار بونش
أصبح للهنود اليد العليا في جميع المناطق. أخيرا، ارتاحت بونش من حصار استمر لأكثر من عام. هزمت قوات كشافة جيلجيت التي كانت في جبال الهيمالايا المرتفعة، والتي كانت قد أحرزت في السابق تقدما جيدا. واصل الهنود السعي إلى الوصول إلى أقصى حد إلى كارجيل قبل أن يجبروا على التوقف بسبب مشاكل في الإمدادات. لكنهم اضطروا إلى استخدام الدبابات لعبور «زوجي لا» (لم يكن هناك تفكير بهذا بسبب ارتفاع المنطقة) وأعيد احتلال دراس.

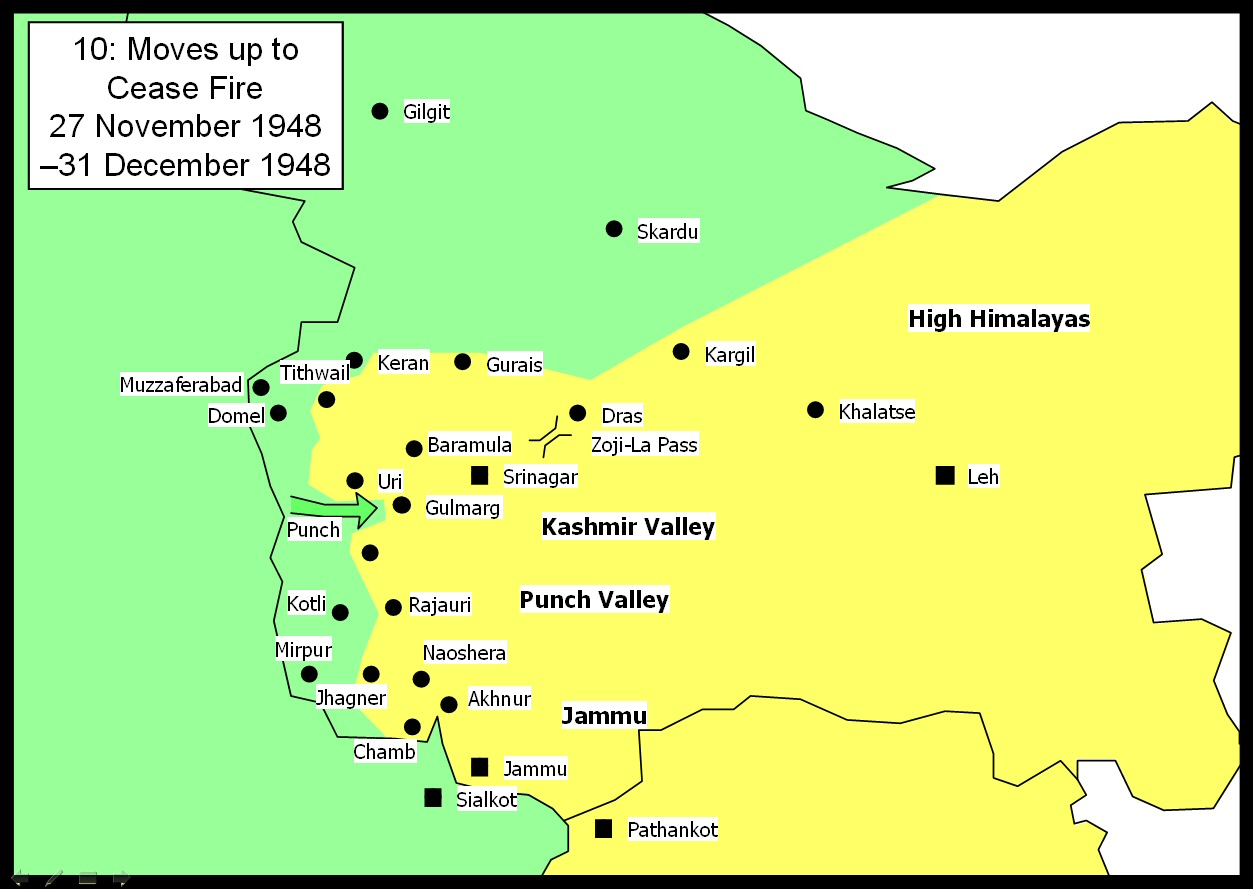
الذهاب إلى وقف إطلاق النار 27 نوفمبر 1948 – 31 ديسمبر 1948.

### الذهاب إلى وقف إطلاق النار
بعد مفاوضات مطولة عن وقف لإطلاق النار، تم الاتفاق على ذلك من قبل كلا الدولتين، ودخل حيز التنفيذ. تم اعتماد شروط وقف إطلاق النار كما هي منصوص عليها في قرار الأمم المتحدة ليوم 13 أغسطس 1948 من قبل الأمم المتحدة في 5 يناير 1949. تطلب هذا سحب باكستان لقواتها، على حد سواء، العادية وغير النظامية، مع السماح للهند بالاحتفاظ بالحد الأدنى من قواتها في الإمارة للحفاظ على القانون والنظام. وبعد الامتثال لهذه الشروط، كان سيعقد استفتاء لتحديد مستقبل المنطقة. كانت الخسائر الهندية هي 1500 قتيل و3500 جريح، فيما كانت خسائر باكستان هي 6000 قتيل و14,000 جريح. سيطرت الهند على ثلثي كشمير وسيطرت باكستان على ما يقرب من ثلثها. معظم عمليات التقييم المحايدة، تقر بأن الهند كانت هي المنتصرة بهذه الحرب حيث كانت قادرة على احتلال ثلثي كشمير بما في ذلك وادي كشمير، جامو ولداخ.

## الجوائز العسكرية

### أوسمة المعارك
بعد الحرب، قدم ما مجموعه 11 وسام معركة ووسام مسرح أحداث واحد إلى وحدات الجيش الهندي، كان من بينها:
- جامو وكشمير 1947–48 (وسام مسرح أحداث)
- غوريس
- كارجيل
- ناوشيرا
- بونش
- راجوري
- سريناغار
- تيثويل
- زوجي لا

### الأوسمة التذكارية
فيما يلي، قائمة من المستفيدين من جائزة بارام فير شيكرا الهندية، وجائزة نيشان حيدر الباكستانية وهي أوسمة تذكارية:
الهند:
- سوم ناث شارما (بعد الوفاة)
- كارام سينغ
- راما راغوبا راني
- جادو ناث سينغ
- بيرو سينغ شيخاوات

باكستان:
- محمد سرور

## ببليوغرافيا